# Georg von Oettingen
Georg Philipp von Oettingen (1824–1916) foi um matemático e físico alemão do século XIX.
Oettingen estudou matemática e física na Universidade de Munique e, depois, na Universidade de Berlim, onde estudou com importantes matemáticos e físicos, como Carl Gustav Jakob Jacobi, Johann Peter Gustav Lejeune Dirichlet e Hermann von Helmholtz. Em 1851, ele se tornou professor de física na Universidade de Tartu, na Estônia, onde trabalhou até 1886.
Os trabalhos de Oettingen abrangem muitas áreas da matemática e da física, incluindo a teoria dos números, análise complexa, equações diferenciais, teoria das funções elípticas, termodinâmica e acústica. Ele também fez contribuições significativas para a teoria dos determinantes e para o estudo das formas quaternárias.
Oettingen foi um membro ativo de várias sociedades científicas, incluindo a Academia Russa de Ciências e a Sociedade Matemática de Moscou. Ele recebeu muitas honrarias ao longo de sua carreira, incluindo o título de nobreza do czar russo em 1878.